# Blochius
Blochius ist eine ausgestorbene Fischgattung, deren fossile Überreste in der norditalienischen Monte-Bolca-Formation gefunden wurden. Einige Rostralfragmente, die eventuell Blochius zugeordnet werden müssen, stammen aus dem Kongo.

## Merkmale
Blochius wurde etwa 60 cm lang und hatte eine sehr schlanke langgestreckte Gestalt, einen schmalen Kopf mit verlängertem Ober- und Unterkiefer und großen Augen. Der lange Oberkiefer wird von der Prämaxillare gebildet und hat Längskanten. Er ist üblicherweise länger als der Unterkiefer. Beide Kiefer sind mit spitzen Zähnen besetzt. Die Rückenflosse erstreckt sich saumartig über den gesamten Rumpf, die ebenfalls saumartige Afterflosse beginnt erst unter der Körpermitte. Die Rückenflosse kann möglicherweise beim schnellen Schwimmen in eine Grube niedergelegt werden. Die paarigen Flossen sind klein, die Schwanzflosse halbmondförmig. Die 24 langgestreckten Wirbel besitzen mit Ausnahme der letzten Schwanzflossenwirbel keine Neuralfortsätze. Das Schwanzflossenskelett besteht aus zwei Wirbeln, einer Epurale, einem länglichen, freistehenden Knochen, und zwei Hypuralia. Zwei Reihen sich großflächig überlappender Schuppen erstrecken sich vom Hinterrand des Kiemendeckels bis zum Schwanzflossenstiel.

## Lebensweise
Wahrscheinlich war Blochius ein Raubfisch, der in der Tethys (Monte Bolca ist eine Ablagerung der Tethysnordküste) in den oberen 100 Metern der Wassersäule lebte und mit sinusförmigen Bewegungen (anguilliforme Schwimmweise) des Körpers schwamm und jagte.

## Arten
- Blochius longirostris Volta, 1796 (Typusart)
- Blochius macropterus de Zigno, 1887 (nur ein Exemplar bekannt)
- “Blochius” moorheadi Eastman, 1911 (nomen dubium)

## Systematik
Blochius war bis 2019 die einzige Gattung der Familie Blochiidae, die mit den rezenten Schwert- und Speerfischen (Xiphioidea) verwandt ist. Im Jahr 2019 wurde mit Loancorhynchus eine zweite Gattung der Familie beschrieben.